# احمد بهمنیار
احمد بهمنیار (احمد دهقان) (۹ بهمن ۱۲۶۲–۱۲ آبان ۱۳۳۴) روزنامه‌نگار، شاعر، پژوهشگر ایرانی و عضو پیوسته فرهنگستان ایران بود.
بهمنیار در ۹ بهمن ۱۲۶۲ در خانواده‌ای مذهبی در کرمان زاده شد. او تحصیلات ابتدایی را نزد پدر خود، آقا محمدعلی، معروف به معلم که مردی ادیب و فاضل بود و در علوم عربی و ادب، ریاضی و ستاره‌شناسی مهارت داشت، فراگرفت. وی از سن شانزده سالگی شروع به تدریس کرد و پس از مرگ پدر، حوزهٔ علمیه وی را به عهده گرفت و به کمک برادر بزرگ‌ترش محمدجواد آنرا اداره کرد. احمد بهمنیار در سال ۱۳۲۶ (قمری) روش تدریس تازه‌ای را برگزید و در همان مدرسه پدر، مدرسه‌ای چهارکلاسه به نام «تربیت» تأسیس کرد که بعدها به مدرسه «سعادت» نامگذاری شد. چندی بعد در بم نیز مدرسه‌ای به نام «اسلامیه» که پس از چندی به «عمادیه» تغییر نام داد، احداث کرد.

## فعالیت‌های سیاسی
احمد بهمنیار از پیشگامان جنبش مشروطیت به‌شمار می‌رفت و در انتشار روزنامه کرمان همکاری می‌کرد. وی تا سن سی‌سالگی معمم بود و حجره‌ای در مدرسه داشت و به تجددخواهی معروف بود و در همان روزنامه مقاله می‌نوشت. او در سال ۱۳۲۳ (قمری) روزنامه دهقان را تأسیس کرد و پس از آن به نام «احمد دهقان» معروف شد. پس از فتح تهران و شکست محمدعلی‌شاه، در تهران دو حزب دمکرات عامیون و اعتدالیون تأسیس شدند و کرمانی‌ها که سال‌ها زیر سلطه خوانین قاجار و ستم خاندان وکیل‌الملک و بریتانیایی‌ها بودند، پرچم حزب دمکرات را بالا بردند. بهمنیار یکی از معروف‌ترین کسانی است که در تقویت این حزب مؤثر بود. اعضای این حزب در ۲۴ جمادی‌الاول ۱۳۳۴ هجری قمری دستگیر و شماری از آن‌ها از جمله احمد بهمنیار و زندانیان آلمانی به فارس فرستاده شدند که به مدت یک سال و دو ماه و هفت روز در زندان کریم‌خانی شیراز در بند بودند. احمد بهمنیار در همین مدت زبان ترکی عثمانی را آموخت و صرف و نحوی بر زبان ترکی نوشت و اشعاری را از این زبان به فارسی ترجمه کرد. چند بیت از قصیده‌ای که در زندان سروده به این شرح است:
| مرا جان بفرسود ازین زندگانی      |  | که در وی ندیدم دمی شادمانی   |
| چه شادی توان یافت در آن حیاتی    |  | که بر جان کند بار ننگش گرانی |
| حیاتی سراسر همه رنج و انده       |  | محیطش محاط هوان و نوانی      |
| من ای زندگانی بست آزمودم         |  | که آن چیز کز هرچه بدتر همانی |
| حکیم از گلستان دنیا نچیند        |  | بجز خار اندوه و نامهربانی    |
| هنرمند بی‌سیم و زرگر به دانش      |  | شود ابن سینا و بونصر ثانی    |
| گریزند از او خلق زانسان که شیطان |  | گریزد همی زآیه‌های قرانی      |
| چه آسایشی خیزد از مرز و بومی     |  | که جلاد بر وی کند مرزبانی    |

احمد بهمنیار در دوران زندان از یک نفر، احتمالاً زرتشتی به نام بهرام، علم ستاره‌شناسی را هم آموخت.

## فعالیت‌های فرهنگی
احمد بهمنیار پس از آزادی از زندان و انتصاب به ریاست اداره تحدید در خراسان و سپس اقامت در مشهد در ۲۹ خرداد ۱۳۰۱ روزنامه فکر آزاد را منتشر کرد. او از یک سال پیش از انتشار این روزنامه از خدمات دولتی استعفا داد و در سال ۱۳۰۳ خورشیدی رهسپار تهران شد و فکر آزاد را دو بار در هفته منتشر می‌کرد. پس از تعطیلی روزنامه به صلاحدید خود به استخدام اداره معارف درآمد و مأمور تبریز شد و در آنجا ریاست دارالمعلمین را بر عهده گرفت.
وی در سال ۱۳۰۶ به تهران بازگشت و به دعوت عدلیه (وزارت دادگستری) منصب قضاوت را در اختیار گرفت و دو سال در قزوین و همدان در این سمت بود. بهمنیار در سال ۱۳۰۸ خورشیدی به استخدام وزارت معارف درآمد. پس از تدریس در مدارس امیرکبیر، ثروت، شرف، علمیه و سپس دارالفنون و دارالمعلمین که به دانشسرای عالی تغییر نام داد، در سال ۱۳۱۲ خورشیدی به عنوان استاد تاریخ ادبیات در دانشکده معقول و منقول به تدریس مشغول شد. در همین سال قانون تأسیس دانشگاه به تصویب رسیده بود و مدرسان دانشگاه برای کسب درجه استادی مجبور به داشتن مدرک دکترا بودند. بهمنیار کتابی در شرح احوال و آثار صاحب بن عباد با نام رساله نوشت تا میزان تحصیلات او در حد دکترا شناخته شود تا بتواند استحقاق تدریس در دانشگاه و رتبهٔ استادی پیدا کند. در هفتمین جلسه شورای دانشگاه که به ریاست وزیر فرهنگ وقت علی‌اصغر حکمت تشکیل شد، موضوع رسالات احمد بهمنیار و شماری دیگر از استادان نامی، مانند حسین گل‌گلاب، بدیع‌الزمان فروزانفر، سعید نفیسی، عباس اقبال آشتیانی و… تصویب شد. 
احمد بهمنیار در سال ۱۳۱۵ پس از آنکه به دریافت درجه دکتری نایل آمد به استادی زبان و ادبیات عربی دانشگاه تهران تعیین شد. بهمنیار در سال ۱۳۲۱ خورشیدی عضو پیوسته فرهنگستان ایران شد. وی از پایه‌گذاران نثر تحقیقی و دانشگاهی بود.

## پایان زندگی
احمد بهمنیار علی‌رغم بیماری و ضعف شدید تا آخرین لحظات توانایی، درس را ترک نگفت. او سرانجام در ۱۲ آبان ۱۳۳۴ در خانه خود در تهران در خیابان عین‌الدوله درگذشت. پیکر احمد بهمنیار طبق وصیت وی به کربلا حمل و در وادی ایمن به خاک سپرده شد.

## آثار ادبی
بهمنیار علاوه بر مقالاتی که در جراید نگاشته، رسالات آموزشی متعددی را منتشر کرده‌است. گفتنی است که او از سال ۱۳۱۸ با علی‌اکبر دهخدا در تنظیم لغت‌نامه دهخدا همکاری داشته‌است. حاصل پنجاه و دو سال کار مداوم در عمر هفتاد و چهارساله احمد بهمنیار، آثار و تألیفاتی است که به برخی از آن‌ها اشاره می‌شود:
- تصحیح اسرارالتوحید فی مقامات شیخ ابی سعید
- تصحیح التوسل الی الترسل
- تصحیح تاریخ بیهق
- ترجمه زیدةالتواریخ در آل سلجوق
- شرح حال صاحب بن عباد
- تصحیح الأبنیه عن الحقایق الادویه
- مجمع‌الامثال فارس - داستان‌نامه بهمنیاری
- تاریخ ادبیات عربی در سه جلد و…